# Antiopha modica
Antiopha modica är en fjärilsart som beskrevs av William Schaus 1922. Antiopha modica ingår i släktet Antiopha och familjen tandspinnare. Inga underarter finns listade i Catalogue of Life.